# 梅德韦日半岛
梅德韦日半岛（俄语：Полуостров Медвежий）是国后岛东北部的半岛，行政上属北海道根室振兴局或萨哈林州库里尔斯克区，长55公里，宽26公里，最高点海拔1,332米，尽头是ラッキベツ岬。蘂取川穿过其中。森林的主要树种是桦树。